# Cercops
Cercops (en griego antiguo: Κέρκωψ) fue uno de los poetas órficos más antiguos. Clemente de Alejandría le tildó de pitagórico; lo que podría haber significado que fuera un neopitagórico. Cicerón, según  Epígenes de Alejandría, dijo que pudo haber sido el autor de un poema órfico llamado "El descenso a Hades", el cual podría haber existido en el periodo alejandrino. Otros atribuyen este trabajo a Pródico de Samos, o Heródico de Perinto, u Orfeo de Camarina.
Epígenes también asigna a Cercops el poema órfico ἱερός λόγος, el cual alguno creyeron que era de Teogneto de Tesalia, y era un poema en veinticuatro libros.
El libro Los trabajos de Aristóteles (1908, p. 80 Fragmentos) le menciona.
Aristóteles dice el poeta Orfeo nunca existió; los pitagóricos afirman que la autoría de este poema órfico es de Cercón (cuál probablemente significa Cercops).